# Marçal Pereira de Escobar
Marçal Pereira de Escobar (Itaqui, 29 de agosto de 1857 — Rio de Janeiro, outubro de 1922) foi um advogado e político brasileiro.
Filho de José Pereira de Escobar, formou-se na Faculdade de Direito de São Paulo, em 1878, foi promotor público e procurador fiscal.
Foi eleito deputado estadual, às 21ª e 22ª Legislaturas da Assembleia Legislativa do Rio Grande do Sul, de 1891 a 1897. Foi deputado federal nas legislaturas de 1894/1905, 1912/17 e 1921/23.
Foi chefe de polícia do Rio Grande do Sul de 12 de novembro de 1891 a 31 de dezembro de 1890.